# Explorer 8
Explorer 8 – amerykański satelita naukowy badający jonosferę (pomiary gęstości i temperatury elektronów, pomiary koncentracji i masy jonów, pomiary liczby mikrometeoroidów, badanie zależności powyższych parametrów od nasłonecznienia). Badania odbywały się między wysokościami 400 a 1600 km nad powierzchnią Ziemi. Mimo że działał krótko, wniósł istotny wkład w poznanie jonosfery, np. potwierdził istnienie w wyższych partiach atmosfery otoczki helowej. Misja zakończyła się w chwili wyczerpania się baterii, 27 grudnia 1960.

## Budowa i działanie

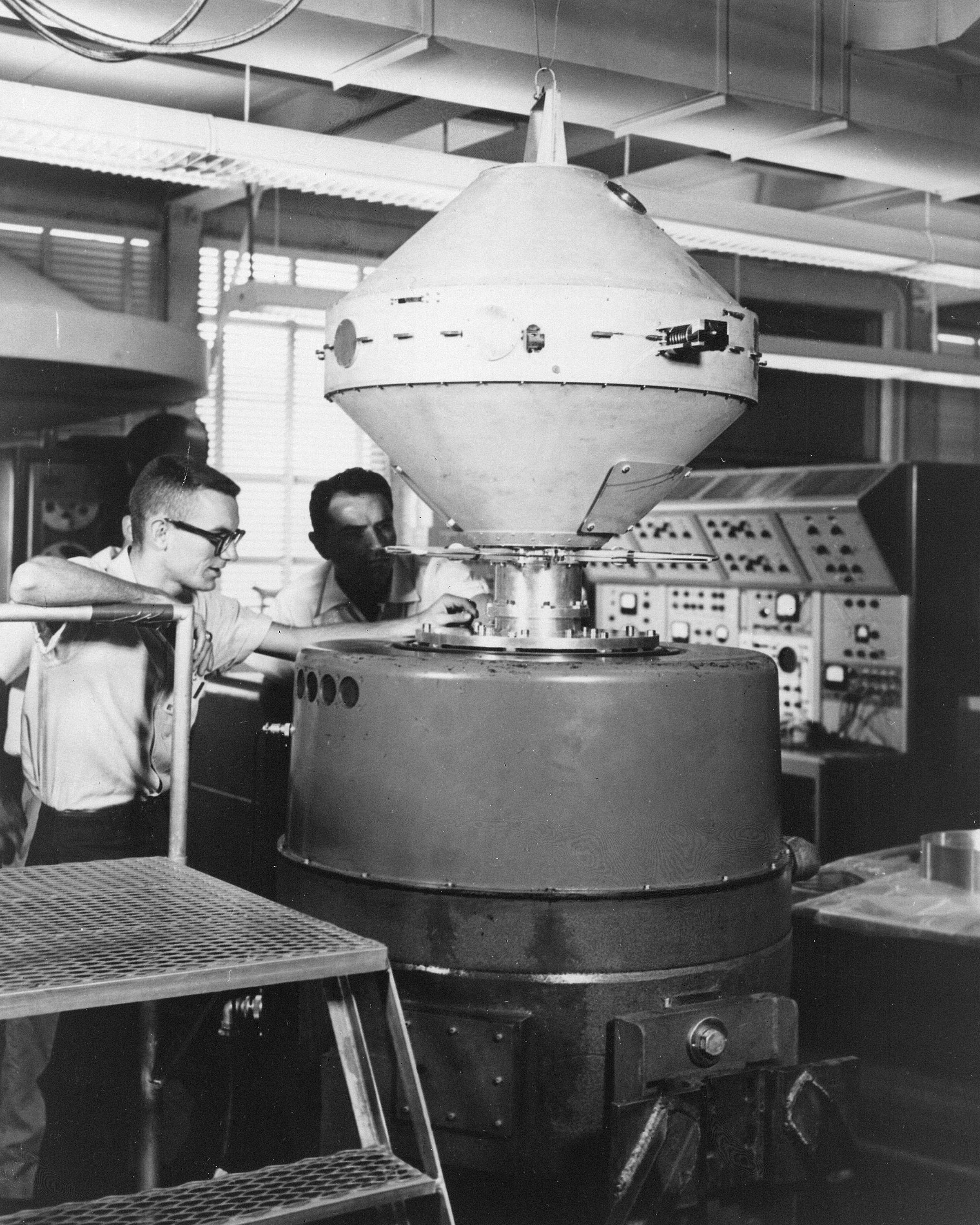
Explorer 8 podczas prób naziemnych

Statek składał się z dwóch ściętych stożków połączonych szerszymi podstawami poprzez element w kształcie płaskiego walca.
Statek posiadał nadajnik radiowy (częstotliwość 108,8 MHz), o mocy 100 mW, zasilany z akumulatora rtęciowego. Wszelkie dane były przesyłane na Ziemię w czasie rzeczywistym. Na statku nie zamontowano ogniw słonecznych, które mogły zafałszować wyniki prowadzonych pomiarów (poprzez niesymetryczny rozkład ładunków na powierzchni statku).
Duży kłopot sprawiło zautomatyzowanie odkodowywania i zbierania informacji nadsyłanych przez satelitę. Trudności były tak duże, że większość danych było odbieranych i zapisywanych ręcznie.

## Ładunek
- Cztery pułapki jonowe

Przydatność danych z tego instrumentu była mocno ograniczona problemami z automatycznym przyjmowaniem danych
- Eksperyment pomiaru koncentracji elektronów poprzez wyznaczanie impedancji propagacji fal radiowych

Gęstość elektronów w jonosferze była wyznaczana ze zmiany pojemności dipola antenowego. Pojemność ta była mierzona dzięki temu, że jej wartość kontrolowała częstotliwość oscylatora. Generator drgań wysterowujący zmieniał częstość oscylatora podczas 80 ms sesji. W tym czasie malała ona, a potem rosła. Za każdym razem, gdy oscylator generował drgania o częstotliwości 6,5 MHz, generowany był sygnał. W każdej sesji zmiany częstotliwości zdarzały się dwa takie impulsy – przy przekraczaniu częstotliwości 6,5 MHz i przy zmniejszaniu jej poniżej 6,5 MHz. Jednak czasy, w których powstawały (względem początku sesji zmiany częstotliwości) oba te impulsy były różne, bo zmieniała się pojemność dipola antenowego (poprzez różne gęstości elektronów w atmosferze). Komputer pokładowy obliczał te czasy i przesyłał informacje o nich na Ziemię. Gęstość elektronów była więc mierzona co 40 ms. Po uwzględnieniu prędkości satelity można było zmierzyć nierównomierności w rozkładzie elektronów o wielkości do 300 metrów.
- Dwie sondy Langmuira do pomiaru temperatury elektronów

Dane zwrócone przez ten przyrząd również miały niską wartość użyteczną z powodu problemów z automatycznym odbiorem danych oraz wysoką aktywnością Słońca
- Mikrofony mikrometeoroidowe (dwa kryształki piezoelektryczne)
- Miernik pola elektrycznego

Z powodu dużego zużycia energii elektrycznej (3 W), miernik był włączany z Ziemi. Wyłączał się automatycznie po 2 minutach pracy. Całodzienna zmierzona różnica potencjałów między statkiem a środowiskiem wynosiła -0,15 V, a średnia gęstość elektronów, 104/cm³. W apogeum, gęstość elektronów wynosiła 10³/cm³, a potencjał zmieniał się na dodatni, o wartości kilku dziesiątych wolta.
- Eksperyment pomiaru gęstości górnych warstw atmosfery – służył ku temu cały statek, jako symetryczna bryła – pomiar gęstości wyznaczany był z oporu atmosferycznego
- Fotopowielacz do pomiaru energii mikrometeoroidów

Przyrząd miał służyć do zmierzenia ilości energii świetlnej wyzwolonej przy uderzeniu meteoroidu w miernik i powiązania tej wielkości z jego energią kinetyczną. Tuba fotopowielacza była nieprzezroczysta. Zaciemniono ją warstwą aluminium. Największa czułość miernika na światło wynosiła 10−14 erga, co odpowiadało uderzeniu molekuły o masie rzędu 10−14 grama z prędkością 20 km/s. Eksperyment miał też określić destrukcyjne efekty uderzenia mikrometeoroidu. Dane były zbierane aż do wyczerpania się baterii zasilającej. Dane jednak nie były użyteczne, gdyż fotopowielacz był wrażliwy na protony o energiach powyżej 40 MeV.
- Termistorowe czujniki temperatury
- Czujnik horyzontu